# Калленсбург (Пенсільванія)
Калленсбург (англ. Callensburg) — місто (англ. borough) в США, в окрузі Клеріон штату Пенсільванія. Населення — 150 осіб (2020).

## Географія
Калленсбург розташований за координатами 41°7′32″ пн. ш. 79°33′28″ зх. д. / 41.12556° пн. ш. 79.55778° зх. д. (41.125669, -79.557671).  За даними Бюро перепису населення США в 2010 році місто мало площу 0,38 км², з яких 0,37 км² — суходіл та 0,00 км² — водойми.

## Демографія
Згідно з переписом 2010 року, у селищі мешкало 207 осіб у 91 домогосподарстві у складі 50 родин. Густота населення становила 550 осіб/км².  Було 101 помешкання (269/км²).
Расовий склад населення:
| - 99,5 % — білих - 0,5 % — корінних американців |

До двох чи більше рас належало 0,0 %. Частка іспаномовних становила 1,0 % від усіх жителів.
За віковим діапазоном населення розподілялося таким чином: 23,2 % — особи молодші 18 років, 58,0 % — особи у віці 18—64 років, 18,8 % — особи у віці 65 років та старші. Медіана віку мешканця становила 43,8 року. На 100 осіб жіночої статі у селищі припадало 81,6 чоловіків;  на 100 жінок у віці від 18 років та старших — 93,9 чоловіків також старших 18 років.
Середній дохід на одне домашнє господарство  становив 40 009 доларів США (медіана — 33 036), а середній дохід на одну сім'ю — 44 208 доларів (медіана — 34 286). За межею бідності перебувало 36,8 % осіб, у тому числі 51,8 % дітей у віці до 18 років та 17,1 % осіб у віці 65 років та старших.
Цивільне працевлаштоване населення становило 51 особа. Основні галузі зайнятості: освіта, охорона здоров'я та соціальна допомога — 27,5 %, роздрібна торгівля — 21,6 %, виробництво — 21,6 %.